# La Unión (Reforma)
La Unión es una localidad del municipio de Reforma ubicado en el noroeste del estado mexicano de Chiapas.

## Geografía
La localidad de La Unión se sitúa en las coordenadas geográficas 17°51′21″N 93°10′12″O / 17.855791, -93.169877, a una elevación de 30 metros sobre el nivel del mar.

## Demografía
Según el Conteo de Población y Vivienda 2020, efectuado por el Instituto Nacional de Estadística y Geografía, la localidad de La Unión tiene 933 habitantes, de los cuales 457 son del sexo masculino y 476 del sexo femenino. Su tasa de fecundidad es de 2.24 hijos por mujer y tiene 284 viviendas particulares habitadas.
| Gráfica de evolución demográfica de La Unión entre 2010 y 2020 |
|                                                                |
| INEGI.                                                         |